# Рамонское городское поселение
Рамонское городско́е поселе́ние — муниципальное образование Рамонского района Воронежской области России.
Административный центр — посёлок Рамонь.

## География
Рамонское городское поселение расположено в юго-восточной части Рамонского муниципального района. Рамонское городское поселение граничит на севере с Березовским сельским поселением и с запада — с Айдаровским сельским поселением Рамонского муниципального района, на севере и востоке с Вернехавским муниципальным районом и на юге Новоусманский муниципальный район Воронежской области, с юго-запада – городской округ г. Воронеж. Через всю территорию района с севера на юг проходит магистраль федерального значения М-4 «Дон», обеспечивающая связи Центра и юга РФ, от которой ответвляется автодорога местного значения, в направлении р.п. Рамонь. На левом берегу реки Воронеж находится железнодорожная станция Рамонь с пристанционным поселком, далее в восточном направлении по железнодорожной ветке Рамонь-Графская расположен поселок Бор.

## Население
| 2010  | 2011  | 2012  | 2013  | 2014  | 2015  | 2016  |
| ----- | ----- | ----- | ----- | ----- | ----- | ----- |
| 9593  | ↘8352 | ↗9532 | ↗9602 | ↗9659 | ↘9605 | ↗9610 |
| 2017  | 2018  | 2021  |       |       |       |       |
| ↘9533 | ↗9576 | ↘9571 |       |       |       |       |

## Состав городского поселения
| № | Населённый пункт | Тип населённого пункта      | Население |
| - | ---------------- | --------------------------- | --------- |
| 1 | Бор              | посёлок                     | ↘1201     |
| 2 | Рамонь           | пгт, административный центр | ↘8500     |